# Tanjungpinang / Kijang
Tanjungpinang / Kijang är en flygplats i Indonesien. Den ligger i den västra delen av landet, 800 km norr om huvudstaden Jakarta. Tanjungpinang / Kijang ligger 18 meter över havet.
Terrängen runt Tanjungpinang / Kijang är platt, och sluttar västerut. Runt Tanjungpinang / Kijang är det tätbefolkat, med 511 invånare per kvadratkilometer. Närmaste större samhälle är Tanjungpinang, 9,2 km väster om Tanjungpinang / Kijang. Omgivningarna runt Tanjungpinang / Kijang är en mosaik av jordbruksmark och naturlig växtlighet.